# Вила Феличи (Терни)
Вила Феличи је насеље у Италији у округу Терни, региону Умбрија.
Према процени из 2011. у насељу је живело 4 становника. Насеље се налази на надморској висини од 333 м.